# صباح فخری
صباح فخری (عربی: صباح فخري؛ ۲ مهٔ ۱۹۳۳ – ۲ نوامبر ۲۰۲۱) خواننده اهل سوریه بود. آثار وی در زمینهٔ موسیقی سنتی و عرفانی هستند. نام او به خاطر مهارتش در خوانندگی در کتاب رکوردهای جهانی گینس ثبت شد. وی ۱۰ ساعت بدون وقفه توانسته بود آواز بخواند.